# Higashi-ku (Hiroshima)

Position de l'arrondissement de Higashi dans la ville de Hiroshima.

Pour les articles homonymes, voir Higashi-ku.
Higashi (東区, Higashi-ku) est l'un des huit arrondissements de la ville de Hiroshima au Japon. Il est situé à l'est de la ville.

## Géographie

### Démographie
En 2016, la population de Higashi était de 119 617 habitants pour une superficie de 39,42 km2, soit une densité de population de |3 030 hab./km2.

## Histoire
L'arrondissement de Higashia été créé en 1980 lorsque Hiroshima est devenue une ville désignée par ordonnance gouvernementale.

## Transport publics
L'arrondissement de Higashi est desservi par la ligne Geibi de la JR West, ainsi que par la ligne Astram.